# Jess Sweetser

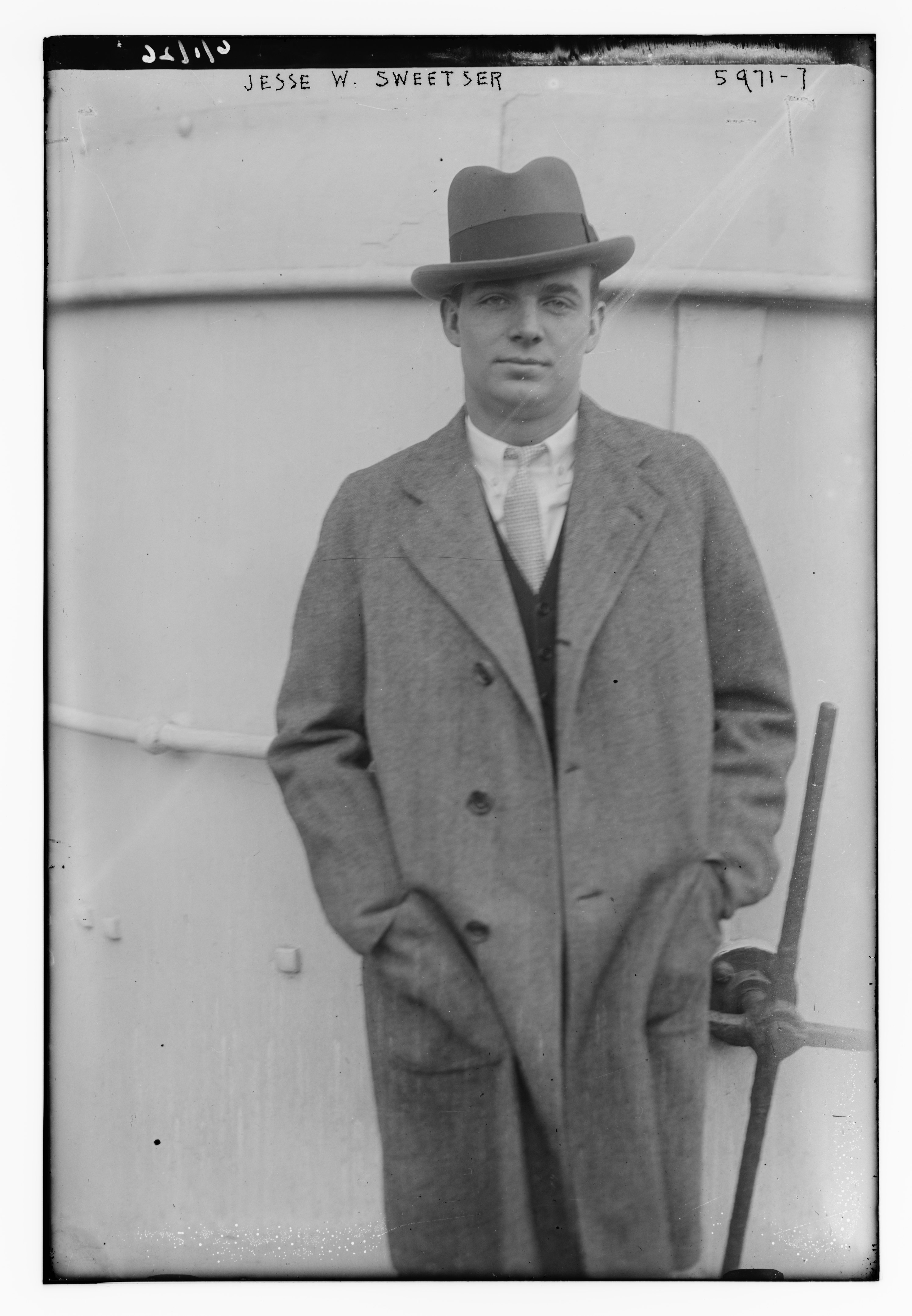
Jess Sweetser

Jess W. Sweetser (St Louis, Missouri, 18 april 1902 – 27 mei 1989) was een Amerikaans golfamateur. Hij verwierf grote bekendheid omdat hij de eerste in Amerika geboren Amerikaan was die het Brits amateurkampioenschap won. Hij was ook de derde speler die zowel het Brits als het Amerikaans Amateur won.
Sweetser ging naar Exeter en daarna naar de Yale-universiteit. In 1920 won hij de individuele titel van het NCAA Divisie I Golf Kampioenschap. Na zijn studie werd hij stockbroker. Hij ging in 1967 met pensioen.

## Amateur
Als 20-jarige won Sweetser in 1922 het US amateurkampioenschap, waarbij hij in de halve finale Bobby Jones met 8 & 7 versloeg en in de finale Chick Evans met 3 & 2. In 1923 haalde hij weer de finale, maar verloor die van Max Marston.
In 1926 won Sweetser het Brits Amateur op Muirfield in de finale tegen A.F. Simpson.
Sweetster won the Metropolitan Amateur in 1922 and 1925.
Sweetser speelde de eerste Walker Cup in 1922, en later ook in 1923, 1924, 1926, 1928 en 1932. Daarna was hij non-playing captain in 1967 en 1973. Hij was in 1966 ook captain bij de Eisenhower Trophy.

#### Gewonnen
- 1920: NCAA Championship
- 1922: US Amateur, Metropolitan Amateur
- 1923: Gold Mashie Tournament
- 1925: Metropolitan Amateur
- 1926: Brits Amateur
- 1927: Gold Mashie Tournament

#### Teams
- Walker Cup: 1922, 1923, 1924, 1926, 1928, 1932, en winnende captain in 1967 en 1973
- Eisenhower Trophy: 1966 (captain)

## USGA
Sweetser was penningmeester van de Amerikaanse Golf Federatie (United States Golf Association). In 1986 kreeg hij de Bob Jones Award, een eerbetoon aan uitzonderlijke golfers.